# Petrikirche (Herford)

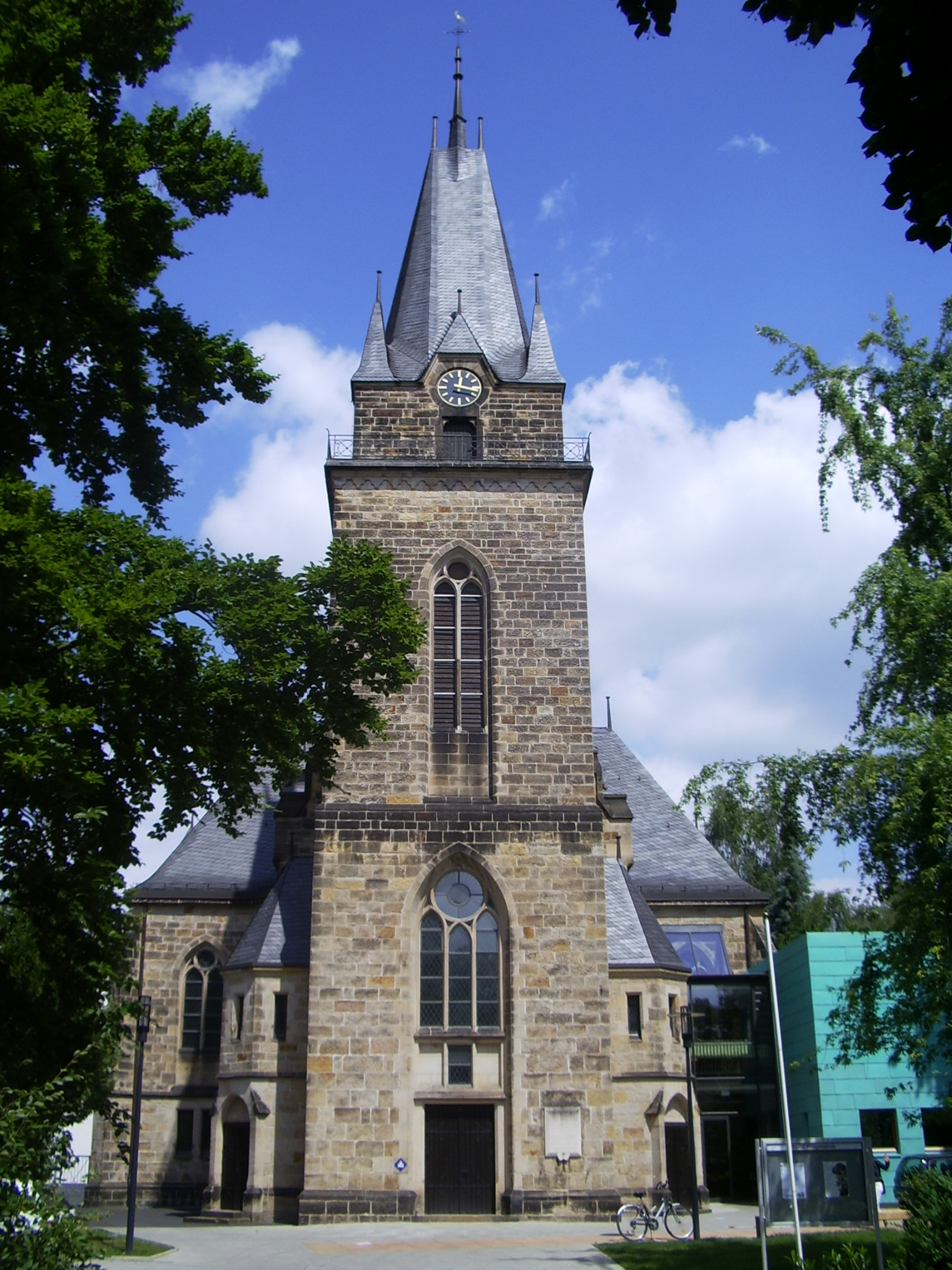
Die Petrikirche

Die Petrikirche ist die einzige evangelisch-reformierte Kirche der Stadt Herford. Sie ist der erste Kirchenbau der Stadt, der als evangelische Kirche errichtet wurde. Sie entstand in den Jahren 1901–1902. Die vorher erbauten heutigen evangelischen Kirchen Münster, Johannis, Marien und Jakobi wurden nach der Reformation evangelisch-lutherisch.

## Vorgeschichte
Seit 1692 gibt es in Herford eine reformierte Gemeinde, die von den Schweizer Reformatoren Ulrich Zwingli und Johannes Calvin geprägt ist. Zunächst fanden die reformierten Gottesdienste auf dem Gebiet des Herforder Frauenstiftes statt, da die damaligen Äbtissinnen dem reformierten Bekenntnis zugetan waren. Sie machten von dem durch den Westfälischen Frieden 1648 gewährten Recht Gebrauch, einen reformierten Hofprediger zu berufen. Im Jahr 1692 gestand Kurfürst Friedrich III. von Brandenburg, der spätere König Friedrich I. von Preußen, auch den Reformierten in der Stadt das Recht zur öffentlichen Religionsausübung zu.
Die Gemeinde war anfangs nur klein. Zu ihr zählten auch französische Flüchtlinge, die nach Aufhebung des Edikts von Nantes (1685) aus Frankreich geflohen waren. Die ersten Gottesdienste fanden in Privathäusern statt, dann in der Augustinerkirche in der Brüderstraße. Ab 1800 wurden die Gottesdienste in der Wolderuskapelle, der Stiftskirche des Frauenstiftes, abgehalten. Sie war der reformierten Gemeinde von der letzten Äbtissin übereignet worden. Durch den Zuzug aus dem benachbarten reformierten Lippe wuchs die Gemeinde besonders um 1900 stark an, so dass im Jahr 1901 die Petrikirche gebaut wurde. Das Gebiet der Kirchengemeinde erstreckt sich über die Stadt Herford und die Gemeinde Hiddenhausen.
Siehe auch: Einführung der Reformation in Herford

## Umbau und Innenraum
Aufgrund des zukünftig geringeren Kirchensteueraufkommens und angesichts der kleiner werdenden Gemeinde, hatte die Kreissynode des Kirchenkreises Herford entschieden, dass die evangelisch-reformierte Petri-Gemeinde 50 Prozent zu viel Räumlichkeiten hatte. Als Gemeindehaus reichten anstatt der vorhandenen 250 m² Nutzfläche 150 m² aus. Ähnliches galt für das Kirchengebäude: Statt der 280 m² sind 120 m² ausreichend. Daher wurde die Kirche ab 2007 umgebaut und am 14. Dezember 2008 (3. Advent) wieder geöffnet. Anschließend wurde das Gemeindehaus verkauft. Somit sind heute Kirche und Gemeindehaus unter einem Dach.
An der rechten Seite des Kirchenschiffs wurde ein Anbau erstellt, in dem im Erdgeschoss die Funktionsbereiche wie Eingang, Treppe, Garderobe, Küche, Toiletten und Aufzug untergebracht sind. Im Keller sind ein Tisch- und Stuhllager und im Obergeschoss Toiletten, Abstellraum und der Zugang zur Emporenebene. Der Raum unter der Orgelempore, wo sich vor dem Umbau der Eingang befand, wurde zu einem Gruppenraum für Erwachsene bis zu 30 Personen umgestaltet. Auf der Orgelempore entstand ein weiterer Gruppenraum für Kinder- und Jugendgruppen mit einer Größe von etwa 60 Quadratmetern.
Im rechten Seitenschiff stehen die ursprünglichen Kirchenbänke. Der übrige Bereich wurde bestuhlt, damit größere Gemeindeveranstaltungen (ab 50 Personen aufwärts) im Kirchenschiff stattfinden können. Die nicht mehr benötigten Bänke wurden an eine Kirchengemeinde in Posen verschenkt. Die jetzige Petrikirche bietet etwa 450 Personen Platz.
An der linken Seite des Chorraums befindet sich die Gefallenentafel. Die Sakristei wird nun zusätzlich als Gruppenraum für Gruppen bis zu zehn Personen genutzt. Im Kellergeschoss befindet sich weiterhin der Jugendkeller.

### Orgel
Die alte Orgel, die für den neuen Standort im linken Kirchenschiff zu groß war, wurde an eine Kirchengemeinde in Posen abgegeben. Dafür wurde eine kleinere Orgel der Firma Kleuker aus der zwischenzeitlich abgerissenen Dortmunder Johanniskirche gekauft und im Jahr 2007 durch Orgelbau Kreienbrink leicht verändert in der Herforder Petrikirche aufgestellt. Orgel, Kanzel und Abendmahlstisch bilden nun eine innere Einheit, wobei der Abendmahlstisch genau in die Mitte der Kirche steht. Abendmahlstisch und Kanzel sind aus Eichenholz gefertigt.
Die Schleifladen-Orgel von 1973 verfügt über 16 Register, die auf zwei Manualen und Pedal verteilt sind. Die Trakturen sind mechanisch.
| I Hauptwerk C–g3 |       |
| Prinzipal        | 8′    |
| Gemshorn         | 8′    |
| Oktave           | 4′    |
| Oktave           | 2′    |
| Sesquialtera II  |       |
| Mixtur IV        | 1 ⁄3′ |

| II Schwellwerk C–g3 |    |
| Gedackt             | 8′ |
| Prinzipal           | 4′ |
| Rohrflöte           | 4′ |
| Koppelflöte         | 2′ |
| Scharff III         | 1′ |
| Frz. Oboe           | 8′ |

| Pedalwerk C–f1 |     |
| Subbass        | 16′ |
| Oktavbass      | 8′  |
| Oktave         | 4′  |
| Fagott         | 16′ |

- Koppeln: II/I, I/P, II/P

## Bauwerk
Die Kirche ist ein im Stil des 14. Jahrhunderts gehaltener Zentralbau mit kreuzförmigem Grundriss. Für die Architektur war Hugo Schneider, Architekt und Professor der Königlichen Kunstakademie in Kassel, verantwortlich. Die Vierung misst im Grundriss 13 × 13 Meter, die lichte Höhe vom Fußboden bis unter den Gewölbescheitel zwölf Meter.
Gemäß dem reformierten Bekenntnis der Gemeinde sind die Fenster schlicht gehalten mit Ausnahme des mittleren Fensters im Chorraum. In ihm herrschen die Motive von Ähre und Weinlaub vor, Sinnbilder für Brot und Wein. An Christus selbst erinnert die Rosette mit dem Namenszug Christi (Christus das Alpha und Omega) und der Umschrift „In diesem Zeichen wirst du siegen.“ Alle Fenster wurden in der Kunstanstalt Ferdinand Müller (Quedlinburg) gefertigt.
Seit 1993 steht die Kirche unter Denkmalschutz.

## Turm und Glocken
Der Turm ist 46 Meter hoch und hat unterhalb des Helms eine ringsherum führende Galerie, die an besonderen Tagen begehbar ist. Der Turm trägt drei Bronzeglocken, die den Dur-Dreiklang des1–f1–as1 bilden. Die mittlere Glocke ist ein Geschenk der Stadt Herford. Sie wurde 1690 als Rats- und Wachtglocke gegossen und trägt die Inschrift Mein Klang bedinet den Rat, Mein Sturm zeigt Feuersnot. Lass dir befohlen sein die Stadt, o großer Gott. M. Johann Fricke had mich gegossen Anno 1690.
An der Turmwand außen findet sich die Gedenktafel für das Infanterie-Regiment Graf Barfuß. Dieses Regiment wurde von 1914 bis 1918 geistlich von der Petrigemeinde betreut. Die Tafel wurde 1929 durch eine Traditionsgemeinschaft angebracht.

## Herforder Mittagstisch
Vom 6. Dezember 1997 bis 1. Juli 2001 bot der gemeinnützige Verein Herforder Mittagstisch e. V., eine Initiative der Petri-Kirchengemeinde, im Gemeindehaus der Gemeinde ein Mittagessen für Bedürftige an. Nachdem die Ausgabestelle zwischen 2001 und 2010 in der Schillerstraße war, wird der Mittagstisch seit August 2010 an der Hermannstraße ausgegeben.

## Vesperkirche
2023 gab es in Zusammenarbeit mit dem Herforder Mittagstisch eine einwöchige Vesperkirche zum Benefiz der ganzjährigen Suppenküche. Die Gemeindemitglieder und Gäste konnten erleben, dass die Kirchengemeinde seit über 25 Jahren eine sinnvolle Einrichtung unterstützt.